# Darkot-Pass
Der Darkot-Pass (auch Darkut) ist ein 4650 m hoher Gebirgspass im Hinduraj im Norden Pakistans, der nur von Mai bis Oktober begehbar ist.
Er verbindet das Flusstal des Yarkhun im Distrikt Chitral in Khyber Pakhtunkhwa auf der Nordseite mit dem Ghizer-Tal im Distrikt Ghizer des Sonderterritoriums Gilgit-Baltistan, den früheren Nordgebieten Pakistans im Süden.
Der vergletscherte Pass liegt etwa 18 Kilometer östlich des 6872 m hohen Berges Koyo Zom (Koyo Zum), dem höchsten Berg im Distrikt Ghizer. 15 Kilometer vom Pass entfernt liegt im Süden das Dorf Darkot. Die Südseite wird durch den Fluss Darkot entwässert, der später in den Ghizer mündet. Dieser Fluss fließt bald als Gilgit Richtung Osten und mündet östlich der Stadt Gilgit in den Indus.
Der Fluss Yarkhun auf der Nordseite des Passes fließt Richtung Westen. Sein Wasser fließt über Mastuj und Kunar nach Südwesten dem Fluss Kabul in Afghanistan zu, der schließlich zurück nach Südosten zum Indus fließt. Auf der Nordseite des Yarkhun-Tals, etwa 20 Kilometer vom Darkot-Pass entfernt, liegt der Broghol-Pass, der Khyber Pakhtunkhwa mit dem nördlich gelegenen afghanischen Wakhan-Korridor verbindet.